# Anna Maria van Erp Taalman Kip
Anna Maria van Erp Taalman Kip (* 13. September 1935 in Arnheim; † 21. November 2016) war eine niederländische Gräzistin.
Nach dem doctoraalexamen 1961 unterrichtete sie am Amsterdams Montessori Lyceum und am Stedelijk Gymnasium in Haarlem. Daneben arbeitete sie an ihrer Dissertation über Agamemnon im Epos und in der Tragödie, die sie 1971 veröffentlichte. Darauf erhielt sie eine Anstellung als wissenschaftliche Mitarbeiterin an der Universität von Amsterdam. 1996 wurde sie dort zum Professor (hoogleraar) ernannt.

## Schriften (Auswahl)
- Agamemnon in epos en tragedie. De persoonsuitbeelding als component van het epische en dramatische werk. Van Gorcum, Assen, 1971. (Dissertation).
- mit J.M. Bremer, S.R. Slings: Some recently found Greek poems. Text and commentary. E.J. Brill, Leiden, New York 1987. (Archilochos, Alkaios, anonymer Kommentar zu Hipponax, Stesichoros).
- Reader and spectator. Problems in the interpretation of Greek tragedy. J.C. Gieben, Amsterdam 1990.
- Bokkenzang. Over Griekse tragedies. Athenaeum-Polak & Van Gennep, Amsterdam 1997.
- Theocritus, Idyllen en epigrammen. Athenaeum-Polak en Van Gennep, Amsterdam 2003.